# 中市場駅
中市場駅（なかいちばえき）は、かつて愛知県丹羽郡岩倉町岩倉（現在の岩倉市中本町）に存在した名古屋鉄道（旧）小牧線の駅。

## 歴史
- 1920年（大正9年）9月23日 - 開業
- 1944年（昭和19年）頃 - 休止
- 1964年（昭和39年）4月26日 - 路線廃止[3]。

## 利用状況
岩倉町史を引用した『岩倉市史 中巻』によると、1922年当時の一日平均乗車人員は34人、1926年当時の一日平均乗車人員は60人であった。

## 隣の駅
所属路線、隣の駅は営業時代のもの。
名古屋鉄道
小牧線 
岩倉駅 - 中市場駅 - 小木駅